# Sylla Eustache
Pour les articles homonymes, voir Eustache.
Louis Sylla Eustache, né à Paris le 30 novembre 1856 et mort à Paris (1er arrondissement) le 4 octobre 1933, est un sculpteur, statuaire et graveur en médailles français.

## Biographie
D'abord ouvrier-graveur sur métal d'Émile Laporte, puis auprès Gabriel Guay dans l'atelier Lequien, Sylla Eustache travaille aux côtés d'Adolphe Gerbier et de Georges Tonnellier (1858-1937). 
Le 2 juillet 1882, il épouse Lucie Gélardin, avec entre autres pour témoins Hector Pessard.
En 1889, il est présent au Salon des indépendants, aux côtés de Pierre Roche. Il expose à partir de 1891 et jusqu'en 1909 au Salon des artistes français dont il devient sociétaire,.
En 1919, le magazine La Mode lui commande une série de bijoux fantaisies vendus aux abonnés.

## Expositions au Salon

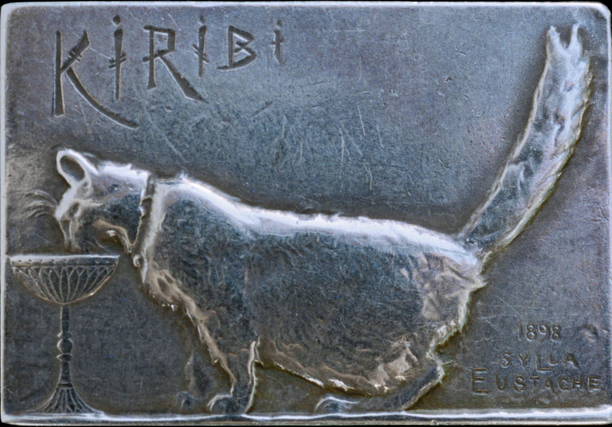
Kiribi (1898), broche en argent, localisation inconnue.

Sylla Eustache se spécialise en médailles et plaquettes représentant des portraits et des animaux.
- 1893 : Portrait de mon fils, médaille.
- 1894 : Portrait des enfants de M. Loustan, médaillons.
- 1896 : Portrait des enfants de M. A. Aucoc, médaille en argent.
- 1897 : Portrait du chien Tony, étude ; Portrait de Mlle Niessen, plâtre.
- 1898 : Kiribi, portrait de chatte, plaquette.
- 1900 : Diverses médailles de chiens.
- 1902 : La Rate musette, plâtre ; Portrait de Victor Hugo, médaille en bronze.
- 1903 : Portrait du roi Édouard VII, médaille.
- 1903 : Zébu, plâtre.
- 1903-1909 : Cacatoès, sculpture sur forme ronde.
- 1907 : Grand-duc, cire.
- 1909-1913 : Médaille pour l'association « Le Souvenir français », bronze et argent.

## Collections publiques
- Plaquette de mariage, argent, représentant au verso un couple à l'antique et au recto un garçon portant une torche, 38 x 57 mm, avant 1911, Barcelone, musée national d'Art de Catalogne[9].